# Mimidae
Mimidae é uma família de aves da ordem Passeriformes, é formada por pássaros que existem na América, desde o sul do Canadá até o centro de Argentina e Chile. O nome da família vem do gênero Mimus (do latim, significando imitar), que tem a habilidade de imitar o canto de outras aves.
O México tem o maior número de espécies, dezoito; no Brasil ocorrem três espécies:
- sabiá-do-campo, Mimus saturninus, que vive em quase todo o país. Vivem em bandos, onde muitos indivíduos não se reproduzem, mas ajudam os pais na alimentação dos filhotes e na construção do ninho.
- sabiá-da-praia, Mimus gilvus, que ocorre na costa, do Rio de Janeiro para o norte
- calandra-real, Mimus triurus, que aparece no sul do país no inverno

Foi considerada próxima das famílias Troglodytidae (corruíras) e Turdidae (sabiás verdadeiros), mas a técnica de hibridação de DNA sugere estar mais próxmia da Sturnidae, família do Velho Mundo que inclui os estorninhos.
Todas as espécies da tribo têm aspecto semelhante, e não se destacam pela cor da plumagem, e sim pela beleza do canto. Algumas têm ampla distribuição geográfica, enquanto outras são restritas. As espécies que vivem acima de 40 graus de latitude, seja norte ou sul, geralmente são migratórias, e algumas chegam até a Europa.
A maioria das espécies habita campos, savanas (inclusive o cerrado) e regiões desérticas, mas existem algumas que vivem no sub-bosque ou chão de florestas, ou mesmo florestas úmidas da América do Norte. Adapta-se ao ambiente urbano, podendo mesmo aumentar a população em ambientes sob ação antrópica, já que ocupa ambientes de borda.
Basicamente insetívoros, comem também frutos. Supõe-se que pelo menos uma espécie possa ser predadora de ovos e filhotes de outras aves. A maioria come insetos do solo, com uma exceção, que come insetos e larvas em bromélias e cipós.

## Gêneros
Não há consenso sobre o número de espécies do grupo, mas é algo em torno de 34, divididas em 10 gêneros:
- Allenia
- Cinclocerthia
- Dumetella
- Margarops
- Melanoptila
- Melanotis
- Mimus
- Oreoscoptes
- Ramphocinclus
- Toxostoma

## Estado de conservação
Várias espécies estão em declínio populacional:
- Mimodes graysoni, da Ilha de Socorro, na costa do México, foi considerada à beira da extinção até que se localizou populações significativas (cerca de 50-60 casais) em áreas de pouca ação antrópica.
- Mimus gilvus foi substituído por M. saturninus, porque resiste pouco à urbanização, sobrevivendo apenas na Restinga de Marambaia.

## Os mimídeos na arte
Os versos de Gonçalves Dias,

"minha terra tem palmeiras 
 onde canta o sabiá"
provavelmente se referem ao Mimus, comum nos coqueiros do Maranhão, e não ao sabiá-verdadeiro.